# Óscar Hernández
Óscar Hernández Pérez (Barcelona, 10 april 1978) is een professioneel Spaans tennisser. Hij werd prof in 1998.
Op 8 oktober 2007 bereikte Hernández zijn hoogste positie op de ATP-ranglijst, namelijk de 48e.

## Palmares

### Enkelspel
| Nr.                          | Datum             | Toernooi     | Ondergrond | Tegenstander in finale | Score                 |
| ---------------------------- | ----------------- | ------------ | ---------- | ---------------------- | --------------------- |
| Gewonnen finales challengers |                   |              |            |                        |                       |
| 1.                           | 11 mei 2003       | Birmingham   | Gravel     | Alex Kim               | 6-2, 6-1              |
| 2.                           | 7 september 2003  | Genua        | Gravel     | Vincenzo Santopadre    | 6-2, 6-2              |
| 3.                           | 21 september 2003 | Teheran      | Gravel     | Jean-Claude Scherrer   | 4-6, 6-4, 6-3         |
| 4.                           | 10 oktober 2004   | Sevilla      | Gravel     | Alexander Waske        | 7-5, 3-6, 6-4         |
| 5.                           | 17 oktober 2004   | Barcelona    | Gravel     | Santiago Ventura       | 6-3, 3-6, 5-1, opgave |
| 6.                           | 7 november 2004   | Santiago     | Gravel     | Nicolas Lapentti       | 7-6(4), 6-4           |
| 7.                           | 19 juni 2005      | Braunschweig | Gravel     | Nicolas Lapentti       | 6-3, 6-3              |
| 8.                           | 11 februari 2007  | Indianapolis | Gravel     | Mariano Zabaleta       | 7-5, 7-6(6)           |
| 9.                           | 24 juni 2007      | Braunschweig | Gravel     | Florian Mayer          | 6-2, 1-6, 6-1         |
| 10.                          | 5 juli 2009       | Braunschweig | Gravel     | Tejmoeraz Gabasjvili   | 6-1, 3-6, 6-4         |

### Dubbelspel
| Nr.                                       | Datum             | Toernooi         | Ondergrond | Partner                | Tegenstanders in finale               | Score            | Details |
| ----------------------------------------- | ----------------- | ---------------- | ---------- | ---------------------- | ------------------------------------- | ---------------- | ------- |
| Gewonnen finales heren dubbel             |                   |                  |            |                        |                                       |                  |         |
| 1.                                        | 4 februari 2007   | ATP Vina del Mar | Gravel     | Paul Capdeville        | Albert Montañés Rubén Ramírez Hidalgo | 4-6, 6-4, [10-6] | Details |
| Verloren finales heren dubbel             |                   |                  |            |                        |                                       |                  |         |
| 1.                                        | 19 september 2004 | ATP Boekarest    | Gravel     | José Acasuso           | Lucas Arnold Ker Mariano Hood         | 6-7(5), 1-6      | Details |
| Gewonnen finales heren dubbel challengers |                   |                  |            |                        |                                       |                  |         |
| 1.                                        | 9 juni 2002       | Turijn           | Gravel     | Victor Hanescu         | Denis Golovanov Vadim Kutsenko        | 6-4, 6-3         |         |
| 2.                                        | 5 oktober 2003    | Sevilla          | Gravel     | Albert Portas          | Enzo Artoni Sergio Roltman            | 6-4, 4-6, 6-4    |         |
| 3.                                        | 17 oktober 2004   | Barcelona        | Gravel     | Gabriel Trujillo-Soler | Mounir El Aarej Marc Fornell-Mestres  | 6-4, 7-5         |         |
| 4.                                        | 12 juni 2005      | Barcelona        | Gravel     | Gabriel Trujillo-Soler | Alex Lopez Moron Albert Portas        | 7-5, 6-4         |         |
| 5.                                        | 22 juni 2008      | Braunschweig     | Gravel     | Marco Crugnola         | Werner Eschauer Philipp Oswald        | 7-5, 6-4         |         |

## Prestatietabel
| Legenda | Legenda                          |
| ------- | -------------------------------- |
| g.t.    | geen toernooi gehouden           |
| l.c.    | lagere categorie                 |
| –       | niet deelgenomen                 |
| G       | uitgeschakeld in de groepsfase   |
| 1R      | uitgeschakeld in de eerste ronde |
| 2R      | uitgeschakeld in de tweede ronde |
| 3R      | uitgeschakeld in de derde ronde  |
| 4R      | uitgeschakeld in de vierde ronde |
| KF      | uitgeschakeld in de kwartfinale  |
| HF      | uitgeschakeld in de halve finale |
| F       | de finale verloren               |
| W       | het toernooi gewonnen            |
| w-v     | winst/verlies-balans             |

### Prestatietabel grand slam, enkelspel
| Grandslamtoernooien   |      |        |        |        |       |        |        |        |
| Australian Open       | 1R   | 1R     | 1R     | –      | 2R    | 1R     | 1R     | 1-6    |
| Roland Garros         | 1R   | 2R     | 2R     | 3R     | 2R    | 1R     | 1R     | 5-7    |
| Wimbledon             | 1R   | 1R     | –      | 1R     | 1R    | 1R     | 1R     | 0-6    |
| US Open               | 1R   | 1R     | –      | 1R     | –     | 1R     | –      | 0-5    |
| Winst-verlies         | 0-4  | 1-4    | 1-2    | 2-3    | 2-3   | 0-4    | 0-3    | 6-23   |
| Tennis Masters Cup    |      |        |        |        |       |        |        |        |
| ATP World Tour Finals | –    | –      | –      | –      | –     | –      | –      | 4-4    |
| ATP Masters 1000      |      |        |        |        |       |        |        |        |
| Indian Wells          | –    | –      | –      | –      | 1R    | 1R     | 1R     | 0-3    |
| Miami                 | –    | –      | –      | –      | 1R    | 2R     | 1R     | 1-3    |
| Monte Carlo           | –    | –      | –      | –      | –     | 2R     | –      | 1-1    |
| Hamburg               | 2R   | –      | –      | 2R     | –     | l.c.   | l.c.   | 2-2    |
| Madrid                | –    | –      | –      | 2R     | –     | 2R     | 2R     | 3-3    |
| Rome                  | –    | –      | –      | 2R     | –     | –      | –      | 1-1    |
| Montréal/Toronto      | –    | –      | –      | –      | –     | –      | –      | 0-0    |
| Cincinnati            | –    | –      | –      | –      | –     | –      | –      | 0-0    |
| Shanghai              | l.c. | l.c.   | l.c.   | l.c.   | l.c.  | –      | –      | 0-0    |
| Parijs                | –    | –      | –      | –      | –     | –      | –      | 0-0    |
| Olympische Spelen     |      |        |        |        |       |        |        |        |
| Olympische Spelen     | –    | n.v.t. | n.v.t. | n.v.t. | –     | n.v.t. | n.v.t. | 0-0    |
| Statistieken          |      |        |        |        |       |        |        |        |
| Totaal aantal titels  | 0    | 0      | 0      | 0      | 0     | 0      | 0      | 0      |
| Totaal winst-verlies  | 8-19 | 6-16   | 2-6    | 9-18   | 19-21 | 15-27  | 2-14   | 65-125 |
| Eindejaarsranking     | 85   | 115    | 142    | 58     | 68    | 70     | 221    |        |

### Prestatietabel grand slam, dubbelspel
| Grandslamtoernooien   |      |        |        |        |      |        |        |       |
| Australian Open       | 3R   | –      | –      | –      | 1R   | 1R     | –      | 2-3   |
| Roland Garros         | –    | 1R     | –      | –      | 1R   | 1R     | –      | 0-3   |
| Wimbledon             | –    | –      | –      | 1R     | 1R   | 1R     | –      | 0-3   |
| US Open               | –    | –      | –      | 1R     | 1R   | 2R     | –      | 1-3   |
| Winst-verlies         | 2-1  | 0-1    | 0-0    | 0-2    | 0-4  | 1-4    | 0-0    | 3-12  |
| Tennis Masters Cup    |      |        |        |        |      |        |        |       |
| ATP World Tour Finals | –    | –      | –      | –      | –    | –      | –      | 0-0   |
| ATP Masters 1000      |      |        |        |        |      |        |        |       |
| Indian Wells          | –    | –      | –      | –      | –    | –      | –      | 0-0   |
| Miami                 | –    | –      | –      | –      | –    | –      | –      | 0-0   |
| Monte Carlo           | –    | –      | –      | –      | –    | –      | –      | 0-0   |
| Stuttgart/Madrid      | –    | –      | –      | –      | –    | 2R     | 1R     | 1-2   |
| Rome                  | –    | –      | –      | –      | –    | –      | –      | 0-0   |
| Hamburg               | –    | –      | –      | –      | –    | l.c.   | l.c.   | 0-0   |
| Montréal/Toronto      | –    | –      | –      | –      | –    | –      | –      | 0-0   |
| Cincinnati            | –    | –      | –      | –      | –    | –      | –      | 0-0   |
| Shanghai              | g.t. | g.t.   | g.t.   | g.t.   | g.t. | –      | –      | 0-0   |
| Parijs                | –    | –      | –      | –      | –    | –      | –      | 0-0   |
| Olympische Spelen     |      |        |        |        |      |        |        |       |
| Olympische Spelen     | –    | n.v.t. | n.v.t. | n.v.t. | –    | n.v.t. | n.v.t. | 0-0   |
| Statistieken          |      |        |        |        |      |        |        |       |
| Totaal aantal titels  | 0    | 0      | 0      | 1      | 0    | 0      | 0      | 1     |
| Totaal winst-verlies  | 7-8  | 0-9    | 0-0    | 9-8    | 7-15 | 6-15   | 0-7    | 31-64 |
| Eindejaarsranking     | 92   | 293    | 367    | 114    | 139  | 188    | 1155   |       |